# Irma Kurti
Irma Kurti (ur. 20 marca 1966 roku w Tiranie) – poetka i dziennikarka albańska.

## Życiorys
Córka Hasana Kurtiego i Sherife Mezini. W 1988 ukończyła studia filologiczne na Uniwersytecie Tirańskim. Po studiach pracowała jako nauczycielka języka angielskiego, a także jako dziennikarka w pismach Nauczyciel (alb. Mësuesi) i Dziennik informacyjny (Dita informacion). W 1997 uczestniczyła w rocznym kursie języka i kultury greckiej na Uniwersytecie Ateńskim.
Jako poetka zadebiutowała w 1980, zdobywając pierwszą nagrodę w konkursie z okazji 35 rocznicy pisma Pionieri. W 1989 zdobyła drugą nagrodę w konkursie organizowanym przez Radio Tirana, z okazji 45 rocznicy wyzwolenia Albanii. Utwory Kurti znalazły się także w wydanych w USA antologiach „Forever Spoken” i „The best poems and poets of 2007”. W 2010 zdobyła trzecią nagrodę w kategorii autorów obcojęzycznych na Międzynarodowym Festiwalu Poezji i Prozy w Neapolu, a w 2011 nagrodę krytyków na Festiwalu Poezji i Prozy w Mediolanie. Tłumaczenia poezji Kurti ukazały się w Belgii, Holandii, Portugalii, a także w Algierii.
Oprócz poezji lirycznej pisze także teksty do piosenek, prezentowanych na prestiżowych festiwalach muzycznych w Albanii. Najbardziej znane spośród jej tekstów jak Urimi yt (Twoje życzenie) czy też Mbrëmja që mban dashurinë time (Wieczór mojej miłości) znalazły się na płycie wydanej w maju 1998 pod tytułem E njejta ëndërr (Ten sen).
Obecnie mieszka w Bergamo.

## Tomiki poezji
- 1999: Këtë natë me ty (Ta noc z Tobą)
- 2002: Shihemi në një tjetër botë (Zobaczymy się w innym świecie)
- 2003: Qirinjtë janë fikur (Świece się wypaliły)
- 2005: Bëj sikur fle (Próbując usnąć)
- 2007: Puthja e fundit (Ostatni pocałunek)
- 2011: Risvegliare un amore spento (Budząc zapomnianą miłość)
- 2012: Un autunno senza ritorno (Jesień bez powrotu)
- 2013: Nën bluzën time (Pod moją bluzką)
- 2013: Frammenti di note sulle strade deserte
- 2016: Në pragun e një dhimbjeje
- 2016: Nuk është ky deti, „Non è questo il mare”
- 2016: Una farfalla batte le ali (poezja dla dzieci)
- 2016: Sulla soglia di un dolore (Na granicy bólu)
- 2017: Pa adthe (Bez ojczyzny)
- 2018: Në borxh me dashurinë
- 2019: Kohë për t’u dashur (Czas miłości)
- 2020: Dallgët thërresin emrin tënd
- 2020: Zëri yt tretet në erë (Twój głos rozpływa się na wietrze)
- 2020: Grimca gëzimi

## Inne dzieła
- 2010: Midis dy brigjeve (wersja włoska: Tra le due rive, Między dwoma brzegami, powieść autobiograficzna)
- 2013: Copëza shënimesh nëpër rrugët e shkreta (publicystyka)
- 2013: Një vjeshtë pa kthim (opowiadania)
- 2015: Njeriu që fliste me pemët (powieść)